# Fiumicino
Fiumicino là một thị xã và comune ở tỉnh Roma, vùng Lazio, miền trung Ý. Đô thị này có sân bay Leonardo da Vinci-Fiumicino, sân bay bận rộn nhất Ý và bận rộn thứ năm ở châu Âu.